# Art de la Renaissance

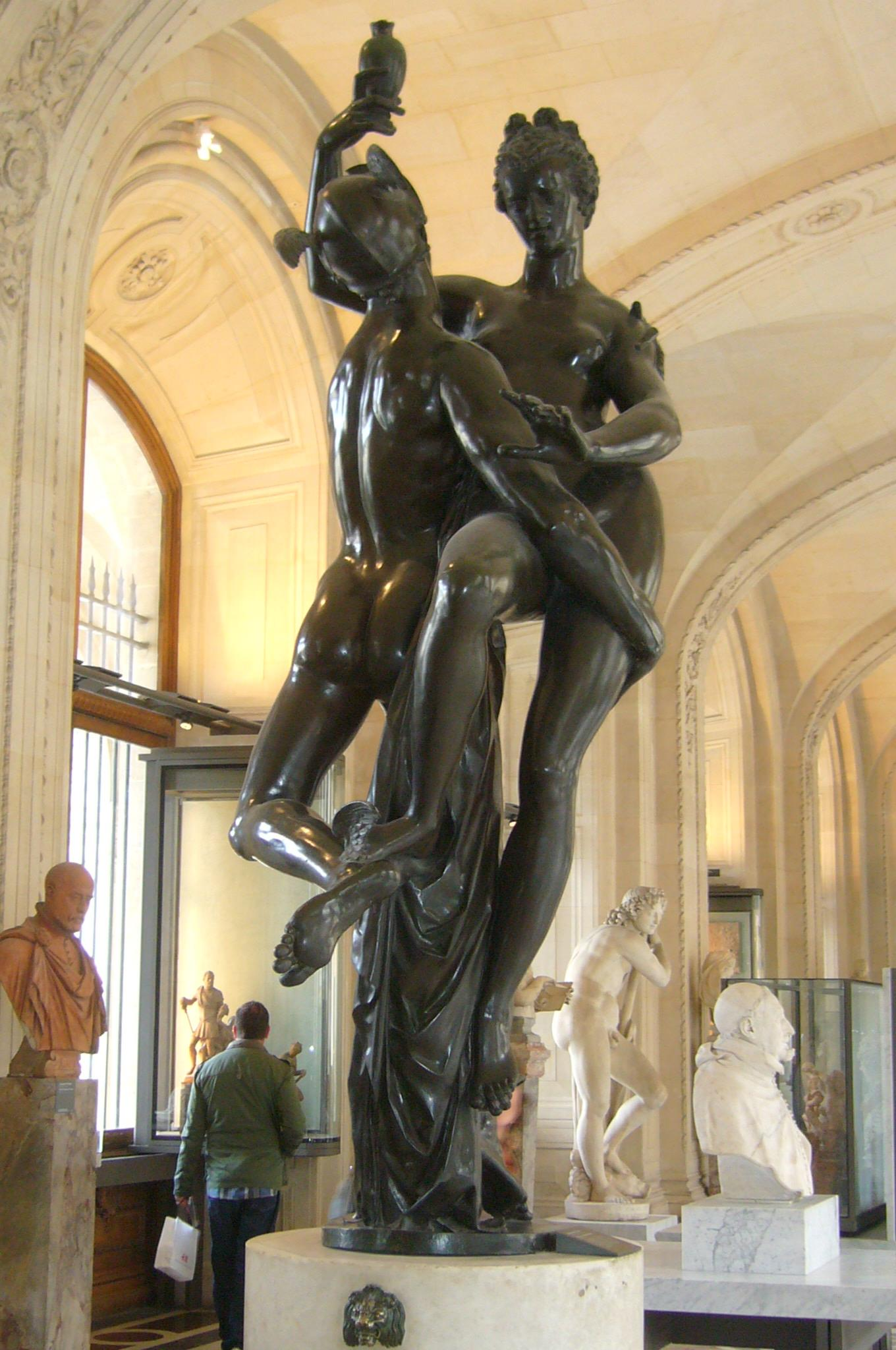
Mercure enlevant Psyché par Adrien de Vries. Mercure était le dieu des commerçants dans l'Antiquité romaine.

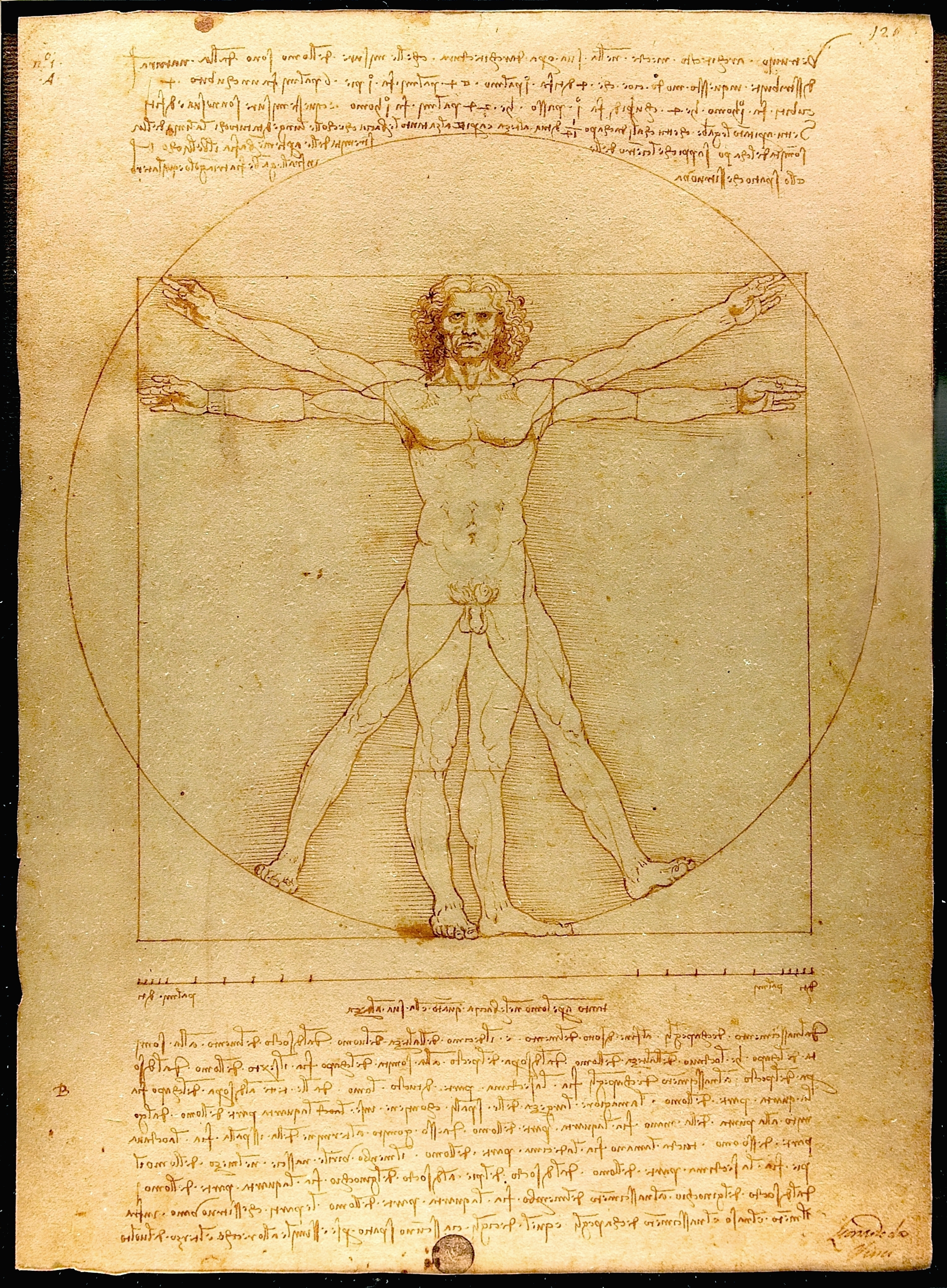
Homme de Vitruve réalisé par Léonard de Vinci, Galeries de l'Académie de Venise.

Pour les articles homonymes, voir Renaissance (homonymie).
 (décembre 2015).
L'art de la Renaissance ou Renaissance artistique est une composante importante de la période de la Renaissance du renouveau humaniste de la littérature, des arts et des sciences qui se produisit en Europe du XIVe au XVIe siècle.
Un des aspects essentiels de la Renaissance en tant que période est le renouvellement des thèmes et de l'art en Europe après le Moyen Âge. Donner des repères chronologiques précis pour ce mouvement artistique est difficile. Il est couramment admis que la Renaissance artistique commence en Italie au XIVe siècle puis se diffuse dans le reste du continent, à des rythmes et des degrés différents selon la géographie. Longtemps schématisée comme le produit de l'arrivée massive de scientifiques, architectes, artistes et intellectuels en provenance de l'Empire byzantin aux XIVe et XVe siècles, la Renaissance est aujourd'hui envisagée comme un processus progressif qui trouve son origine dans l'Europe médiévale des XIIe et XIIIe siècles.
Elle se prolonge au XVIe siècle et atteint alors son apogée dans de nombreux pays. La Renaissance ne constitue pas un retour en arrière : les techniques nouvelles, le nouveau contexte politique, social et scientifique permettent aux artistes d'innover. Pour la première fois, l'art pénètre dans la sphère du privé : les œuvres ne sont plus seulement commandées par le pouvoir religieux ou séculier, mais entrent dans les maisons bourgeoises.
Le musée national de la Renaissance est entièrement consacré à l'art de la Renaissance; c'est l'unique musée de France dans ce cas. Il est installé dans le château d'Écouen (Val-d'Oise), qui est lui-même un témoignage de l'architecture de la Renaissance.

## Idées et sujets de création

### Humanisme et production artistique

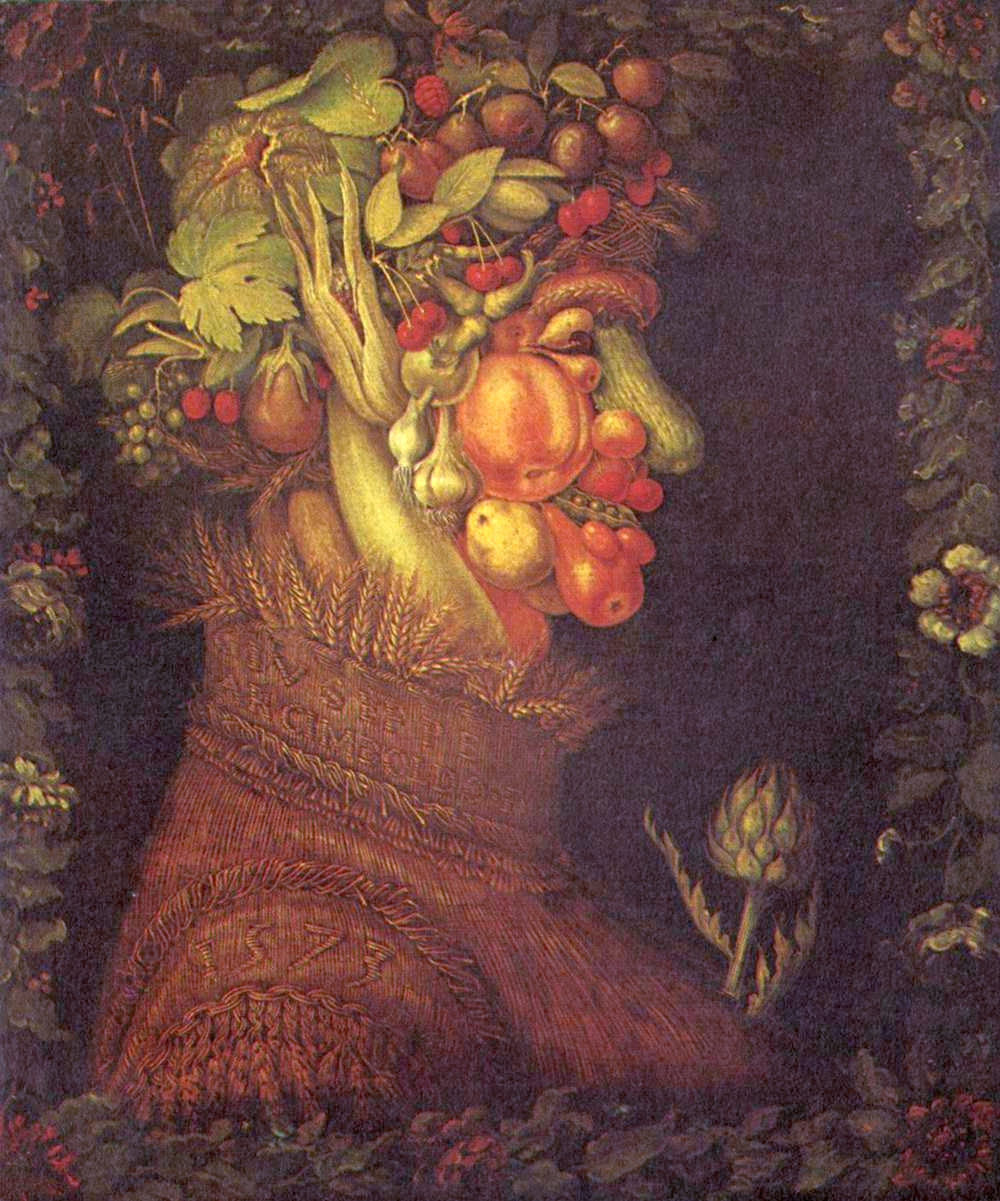
Giuseppe Arcimboldo, L'Été, Musée du Louvre

Alors qu'au Moyen Âge la création artistique était essentiellement tournée vers la religion chrétienne, la Renaissance artistique utilise les thèmes humanistes (tolérance, liberté de pensée, paix, éducation visant l'épanouissement de l'individu, etc.) et de la mythologie antique. Le renouvellement de la réflexion philosophique fournit aux artistes de nouvelles idées : avec le néoplatonisme, l'Homme est au centre de l'univers. Les peintres et les sculpteurs n'hésitent plus à représenter la beauté des corps humains dénudés. L'étude des textes antiques, le renouveau de la philologie avec Laurent Valla, permettent aux architectes de s'affranchir du style gothique. Ils utilisent les enseignements de Pythagore et de Vitruve pour élaborer leurs plans. La pensée se libère progressivement des contraintes religieuses et se tourne vers les aspirations au bonheur, à la paix et au progrès. Les écrivains et les philosophes s'intéressent désormais à tous les domaines de la connaissance. Ils recopient et traduisent des manuscrits et recherchent des textes nouveaux. Ces idées renouvelées se diffusent sur le continent européen grâce à l'imprimerie, à la création d'une poste internationale par François de Tassis et aux voyages des humanistes. Les premières bibliothèques sont créées telles que la Bibliothèque apostolique vaticane (vers 1450).
- La Première Renaissance 1300-1490 : elle a pour capitale Florence. Il s'agit de se dégager des principes de la scolastique médiévale en revenant aux modèles antiques. Invention de la perspective en 1409 par Brunelleschi, Donatello et Masaccio.
- La Haute Renaissance 1490-1530 : elle a pour capitale Rome. C'est l'époque des grands projets et des grandes entreprises menés par Léonard de Vinci, Raphaël, le Vatican et Michel-Ange la chapelle Sixtine, par Bramante le dôme de la basilique Saint-Pierre.

### Redécouverte de l'Antiquité

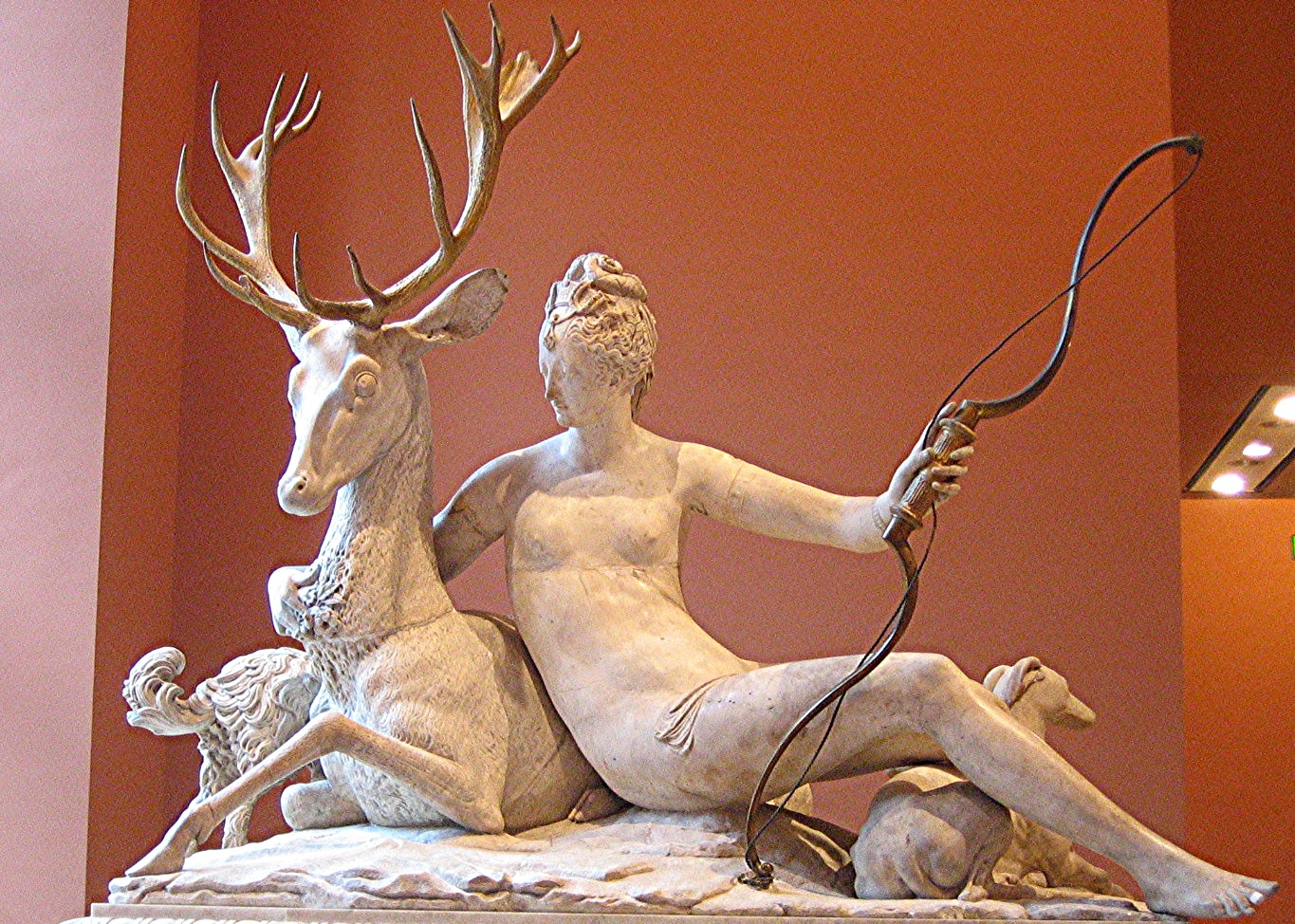
Un thème mythologique de la Renaissance : Diane, déesse romaine de la chasse, XVIe siècle, musée du Louvre.

Grâce à l'arrivée des compilations et des artistes byzantins, chassés par l'invasion ottomane, Végèce, Pythagore, Euclide sont de nouveau disponibles dans leurs manuscrits grecs originaux. L'imprimerie utilisait les caractères romains. Dans les arts plastiques, le nu est davantage utilisé qu'au Moyen Âge et le mouvement est rendu de façon réaliste par le hanchement.

#### Vogue de la mythologie gréco-romaine
Les artistes de la Renaissance relisent les mythes de l'Antiquité païenne qui leur donnent de nouveaux sujets de production. Les découvertes archéologiques (groupe du Laocoon), comme les fouilles des thermes de Caracalla par les Farnèse, inspirent les sculpteurs et les architectes des XVe et XVIe siècles. La villa de l'empereur Hadrien ou encore le Panthéon de Rome offrent des modèles de construction radicalement différents du style gothique. Les formes de l'Antiquité reviennent à la mode : colonnes, pilastres, frontons, coupoles, statues décorent les édifices de cette époque. L'Ancien Testament et le christianisme catholique inspirent toujours les œuvres d'art.

### Nouveaux moyens techniques

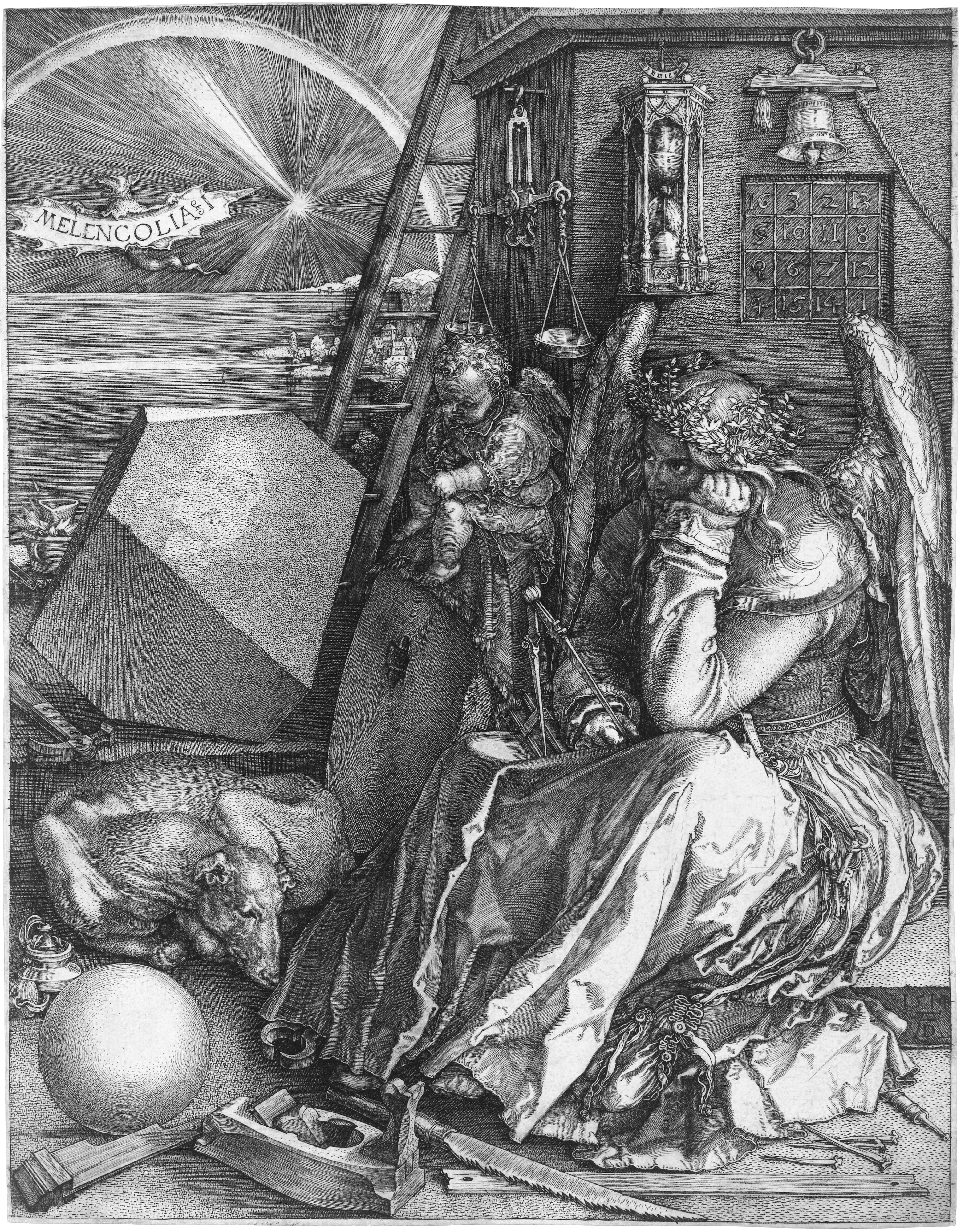
Albrecht Dürer, Allégorie de la Mélancolie : un nouveau thème et une nouvelle technique, la gravure.

L'avancée des sciences profite aux arts : tout au long du XVe siècle, les peintres maîtrisent de mieux en mieux la perspective linéaire et les proportions. Au XIVe siècle, l'apparition de la peinture à l'huile donne plus de profondeur aux œuvres. L'emploi de toiles remplace peu à peu le support en bois. Léonard de Vinci réalise la Joconde avec des effets de sfumato.
L'invention de l'imprimerie au milieu du XVe siècle ainsi que les nouvelles techniques de gravure (xylographie) autorisent la reproduction et la diffusion d'œuvres sur tout le continent. Les estampes se multiplient dans les livres et remplacent les précieuses enluminures des manuscrits médiévaux.

### Sciences et arts
Des progrès furent marqués en médecine et en anatomie, en particulier après la première traduction de nombreuses œuvres antiques d'Hippocrate et de Claude Galien aux XVe et XVIe siècles, et les avancées réalisées sous l'égide des auteurs antiques comprennent la résolution d'équations du troisième degré et les découvertes astronomiques de Nicolas Copernic, de Tycho Brahe et de Johannes Kepler. À la fin du XVIe siècle, Galilée avait franchi le pas et appliqué les modèles mathématiques à la physique. La géographie fut transformée par une nouvelle connaissance empirique dérivée des explorations au-delà de l'Europe et des premières traductions des œuvres antiques de Ptolémée et de Strabon. Le savoir est ensuite appliqué en dessin, en peinture et en sculpture, comme en témoignent la célèbre représentation de l'Homme de Vitruve par Léonard de Vinci ou les gravures de Dürer. Il est alors possible de définir un système de proportions idéales et de représenter fidèlement un corps humain. Les tableaux et les fresques sont alors plus réalistes qu'au Moyen Âge.

## Un contexte favorable à la renaissance des arts

### Retour de la croissance
Après le déclin démographique du XIVe et de la première moitié du XVe siècle, la population européenne commence à retrouver son niveau d'avant la crise. Même si des épidémies sont récurrentes en Europe jusqu'au XVIIIe siècle, la grande peste noire s'est éloignée. Les famines sont plus espacées. Les fortes densités que l'on rencontre au XVIe siècle dans les Flandres et l'Italie du Nord sont favorables à une intensification du travail. La guerre de Cent Ans s'achève en 1453 et les châteaux forts vont laisser progressivement la place à des palais d'agrément. Entre 1500 et 1580, le climat semble plus doux avant de se refroidir à nouveau au cours du petit âge glaciaire. Avec la découverte de l'Amérique en 1492, l'or et l'argent affluent en Europe et favorisent la reprise économique. Les grands voyages et le commerce maritimes permettent l'essor des grandes villes et leur embellissement.

### Les mécènes permettent aux artistes d'exercer leur art

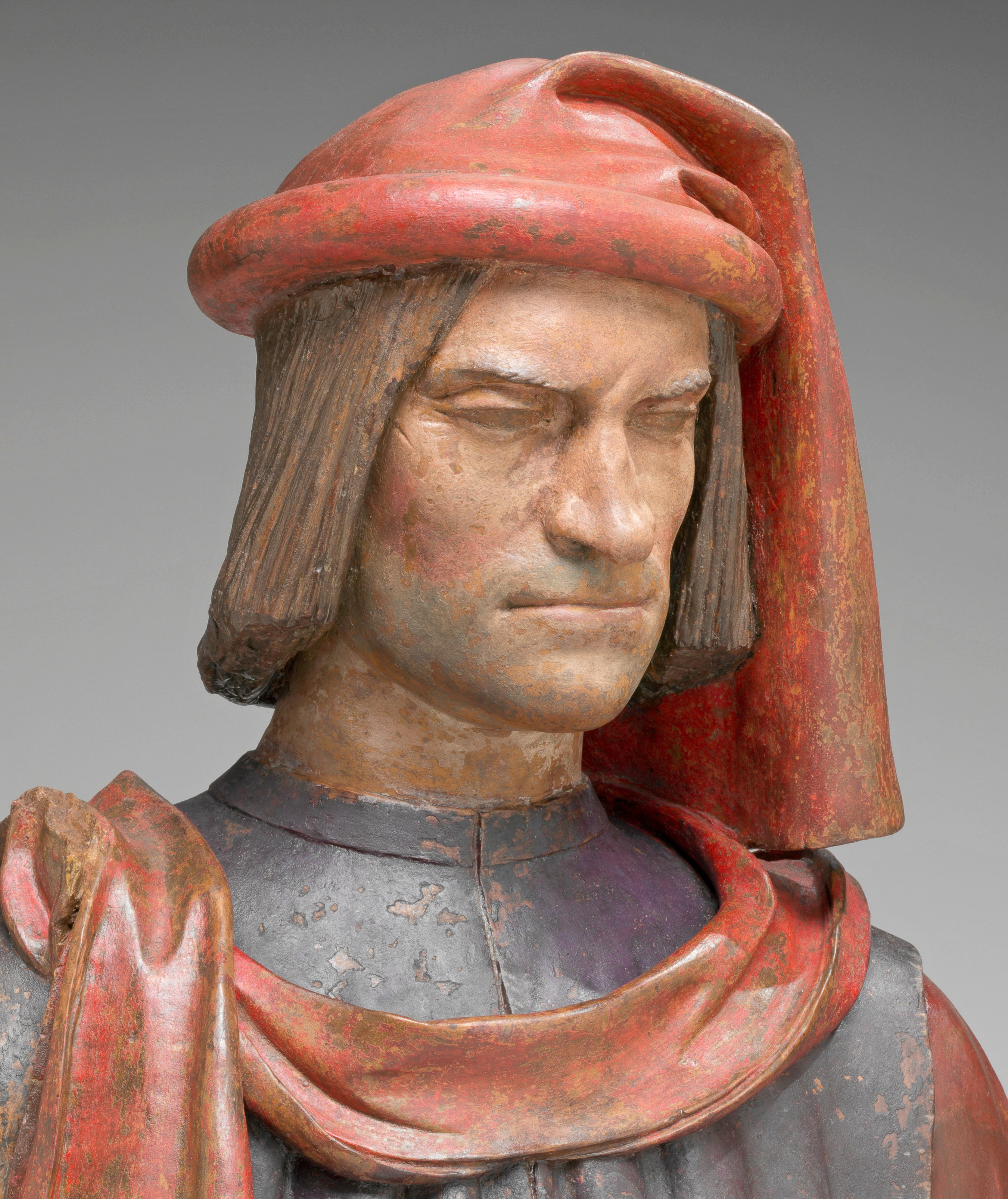
Verrochio, Buste de Laurent de Médicis, un mécène. Conservé à la National Gallery of Art, Washington DC.

Les cours princières sont les lieux privilégiés de l'épanouissement de la culture renaissante. Dans le domaine artistique, de nombreux mécènes ont constitué d'importantes collections. Ils appartiennent tous à l'aristocratie du pouvoir (princes, ducs, rois, pape) et de l'économie (grands marchands qui investissent leur argent dans la production artistique). L'artiste à la Renaissance est tributaire de la commande publique (émanant surtout de l'Église ou des confréries) puis progressivement privée mais les exigences du mécène, contrairement à une idée reçue, ne constituent pas forcément un frein à sa créativité. Il travaille d'abord comme artisan dans les bottega (ateliers dans lesquels il gravit les échelons : apprenti, compagnon, maître) qui se regroupent parfois en compagnia pour partager les charges et les risques avant d'acquérir à partir des années 1470 le statut d'artiste travaillant dans un atelier individuel et dont le mécène réclame la signature (il lui demande de plus en plus de réaliser les éléments importants de sa commande et de ne plus les confier à ses élèves, afin de reconnaître sa « touche »).
- Les Médicis : Laurent le Magnifique soutient la création artistique de Verrocchio et de Botticelli.
- Les commandes des Montefeltro concernaient des domaines aussi variés que la bibliophilie, les tapisseries ou les peintures.
- Ludovic Sforza (1452-1508), duc de Milan, fit travailler Léonard de Vinci et Bramante.
- Les papes font travailler les artistes de la Renaissance à Rome : Michel-Ange peint la chapelle Sixtine, Alexandre VI Borgia (1492-1503), Jules II (1503-1513), Léon X (1513-1521), Paul III Farnèse (1534-1549)
- En France, les guerres d'Italie sont l'occasion pour les rois d'entrer en contact avec l'art de la Renaissance et de piller quelques-uns de ses chefs-d'œuvre. François Ier invite des artistes italiens (Léonard de Vinci à Amboise ; Benvenuto Cellini, Rosso Fiorentino, Le Primatice à Fontainebleau…).
- Les marchands deviennent aussi des amateurs d'art : Jacques Cœur dans la France du XVe siècle, le riche banquier italien Roberto Strozzi en 1489…

## Une géographie de la Renaissance
Les historiens sont d'accord pour dire que la Renaissance artistique est née en Italie au XVe siècle (certains parlent même d'une pré-Renaissance au XIVe siècle) et s'est diffusée dans le reste du continent essentiellement au XVIe siècle. Les conditions de cette Renaissance étaient spécifiques : la péninsule était divisée en plusieurs principautés concurrentes qui voulaient chacune briller davantage que les autres, ce qui encouragea la création et l'émulation artistiques.
Ensuite, l'Italie concentrait l'essentiel du patrimoine romain antique, surtout depuis que la Grèce était sous domination ottomane. Enfin l'Italie est urbanisée et enrichie par le commerce depuis longtemps. Elle agit comme un aimant pour les artistes, les marchands et les religieux (Rome) européens. La diaspora italienne est importante dans les grandes villes occidentales depuis le Moyen Âge.
L'art italien ne fut pas la seule référence pendant la Renaissance : les foyers bourguignon et flamand furent également influents. Les peintres et les tapissiers flamands ont marqué de leur empreinte les cours européennes du XVIe siècle.

### Italie
La Renaissance en Italie est précoce (par rapport au reste de l'Europe et particulièrement de la France) :
Suivant les historiens de l'art, elle commence au Duecento (XIIIe siècle) ou au Trecento (XIVe) par une période dite de Pré-Renaissance (Selon l'historien de l'art Jacob Burckhardt, cette Renaissance avant l'heure commence dès le XIe siècle en Toscane et se diffuse le siècle suivant jusqu'en Provence et en Italie médiane) et se poursuit pleinement par la Première Renaissance au Quattrocento.
Elle se transforme en Haute Renaissance au début du Cinquecento (entre 1500 et 1530), suivie du maniérisme ou Renaissance tardive qui va de 1520 (mort de Raphaël) pour se finir rapidement en 1580.
Le baroque, qui débute à la charnière des XVIe et XVIIe siècles, naît également en Italie, se poursuit ensuite en baroque tardif, nommé plus précisément période rococo (qui est suivi par le néoclassicisme).

### France: une Renaissance originale
En France, le modèle italien s'est heurté à des adaptations, voire à des résistances nationales. L'art gothique reste longtemps en vogue au XVIe siècle, y compris dans les sphères ouvertes aux nouveautés italiennes, créant parfois une synthèse originale des deux styles. En France s'élabore une synthèse entre les apports italiens et la tradition française médiévale. On retrouve cette hybridation, voire cette résistance dans d'autres domaines : Du Bellay, poète humaniste qui a bien connu l'Italie dénonçait pourtant l'italianisation excessive de la langue française. L'architecte Philibert Delorme a même voulu créer un ordre architectural français. Si le château de Chambord est construit selon un plan centré, peu d'architectes français adoptent ce modèle. Le château d'Écouen représente bien ce type de palais dont l'architecture est à la fois médiévale (carré, très imposant, cerclé de douves…) et Renaissance (décoration des fenêtres, multitude de cheminées…).

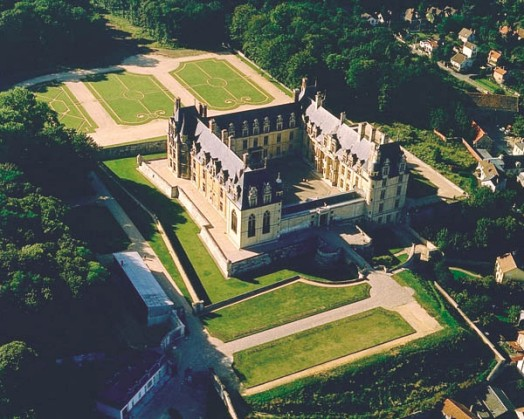
Sur cette photographie aérienne du château d'Écouen on perçoit bien les éléments médiévaux : le plan carré, la position dominante et stratégique, les douves…
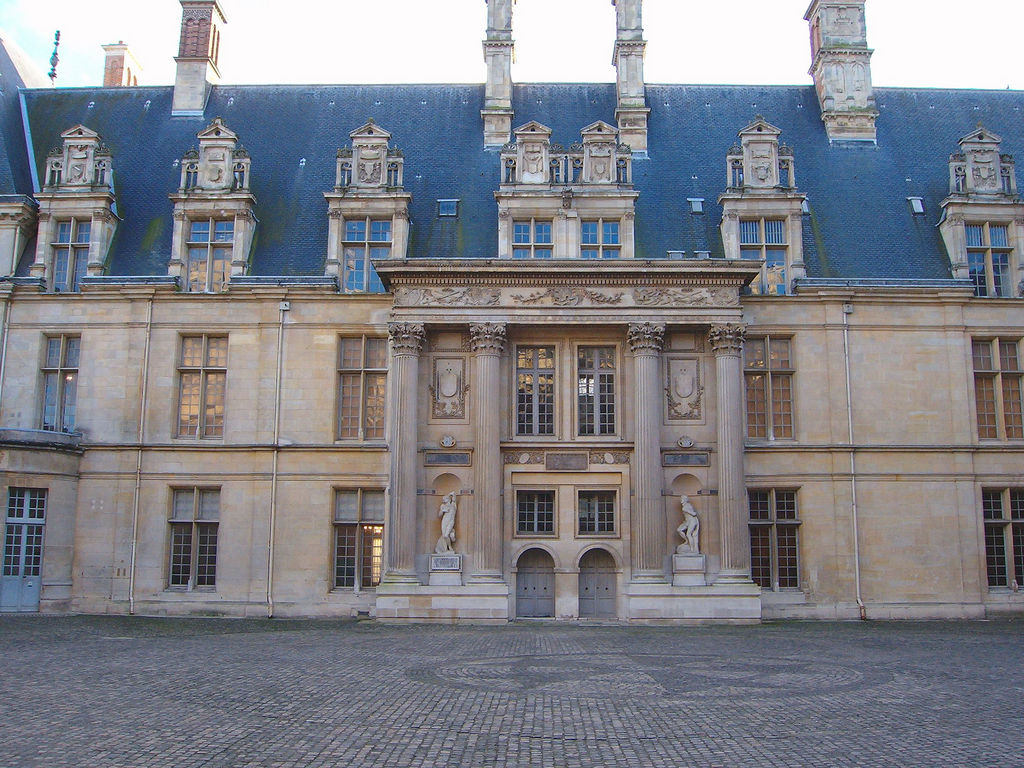
Sur cette façade on peut au contraire sentir l'influence de la Renaissance italienne, avec une ornementation qui rappelle les palais antiques.
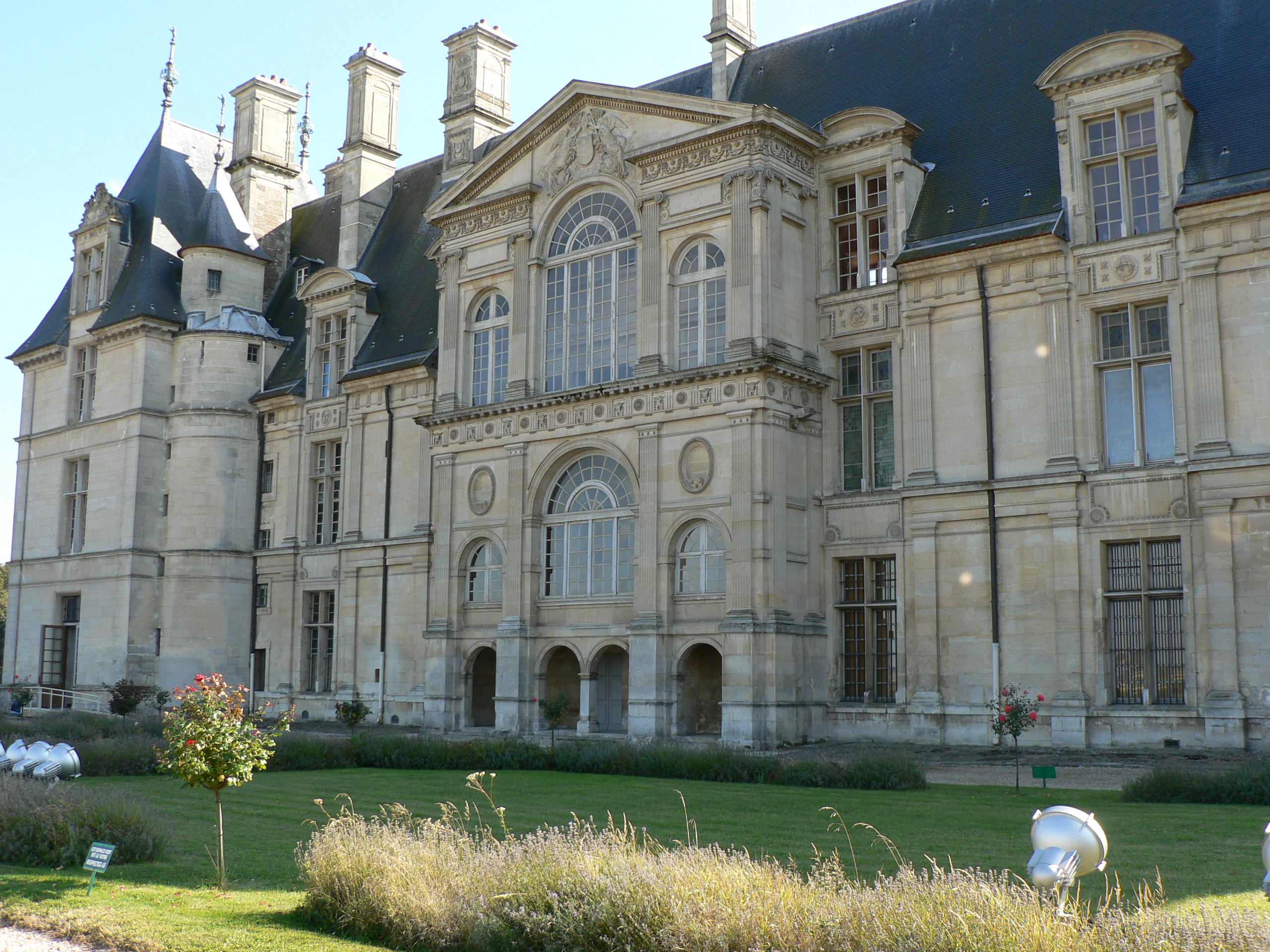
Enfin, sur cette autre façade on peut constater que si le château est structurellement symétrique (carré), chaque façade est unique et très différente des autres.

Le château d'Azay-le-Rideau conserve des tours rondes d'inspiration médiévale. Les châteaux de Chenonceau, Fontainebleau, Chantilly, Anet ou Gaillon ne sont pas symétriques. Ce sont surtout les motifs et la décoration italienne qui s'instaurent, à la suite des guerres d'Italie (voir notamment les cheminées peintes du château d'Écouen, pièces uniques qui symbolisent l'influence de l'art décoratif italien). Si des peintres italiens viennent travailler en France (Le Primatice, Rosso Fiorentino, Nicolò dell'Abbate), en peinture, c'est surtout à travers les Flandres que le style de la Renaissance se diffuse, notamment à travers Jean et François Clouet, d'origine flamande, qui se mettent au service des Valois ou les peintres Corneille de Lyon, Grégoire Guérard et Ambroise Dubois.
La sculpture de la Renaissance fleurit en France à partir du règne de Louis XII, avec notamment l'arrivée des frères Betti à la cour. Les principaux sculpteurs français du siècle sont Michel Colombe, Jean Goujon, qui développe au milieu du siècle un style maniériste élégant, à la fois raffiné et décoratif, Pierre Bontemps et Germain Pilon. Il faut également signaler la figure originale, active en Lorraine, de Ligier Richier. L'art du vitrail se développe avec vigueur dans la France du XVIe siècle avec de grandes campagnes de décorations d'églises, pour lesquels travaillent des peintres spécialisés dont l'un des plus connus est Engrand Leprince. Les arts décoratifs ne sont pas en reste : deux figures majeures étant Bernard Palissy, qui renouvelle l'art de la faïence par ses créations au naturalisme saisissant, et Hugues Sambin, qui crée des pièces de mobilier inspirées de l'architecture classique et des motifs décoratifs renaissants.

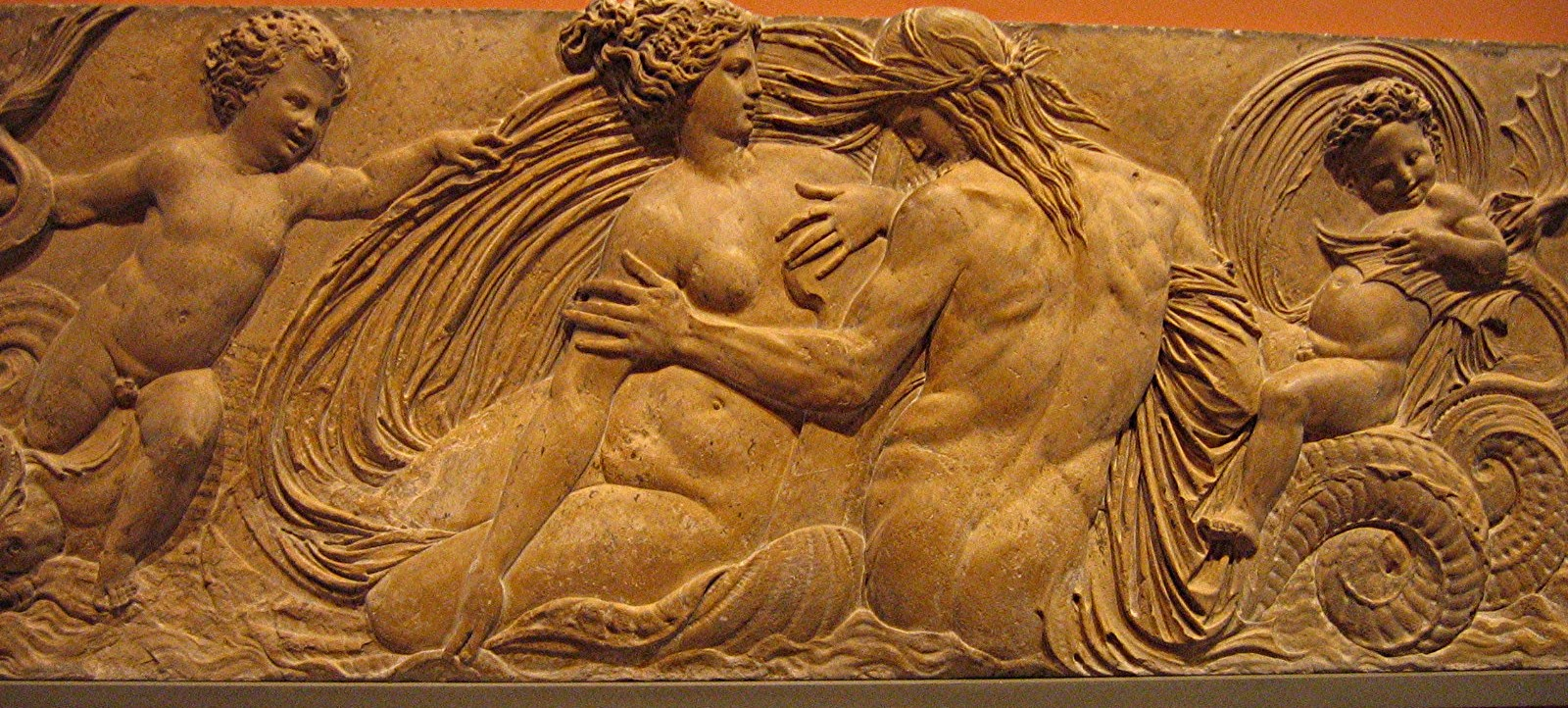
Bas-relief de Jean Goujon

### Europe centrale et orientale

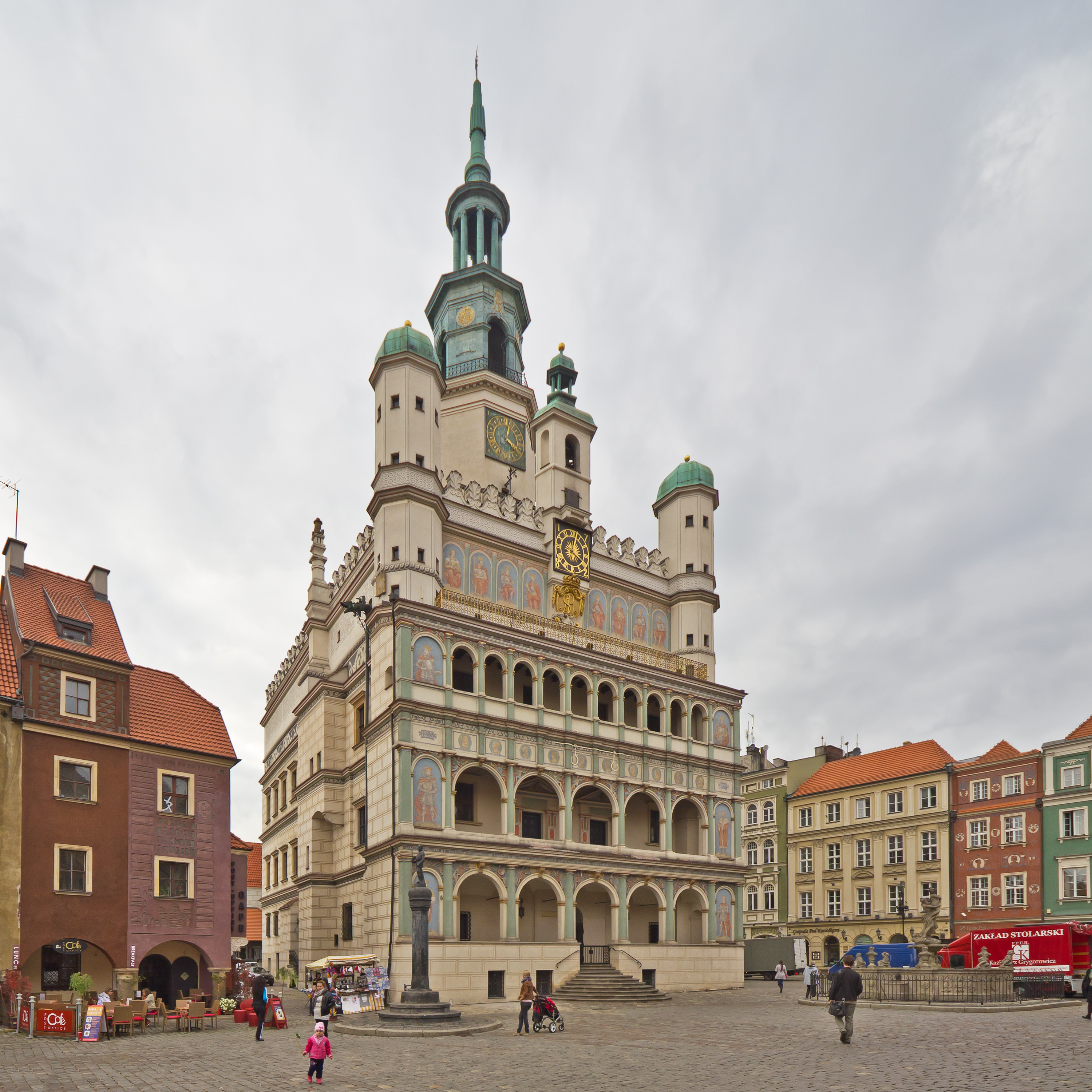
Hotel de Ville de Poznań (Pologne).

L'histoire des pays germaniques est marquée par la mise au point de l'imprimerie par Gutenberg et le succès de la gravure (Martin Schongauer, Albrecht Dürer). La sculpture s'épanouit entre 1460 et 1520. La peinture de retable est à son apogée avec Matthias Grünewald. Le marchand et banquier Jacob Fugger se rend souvent à Venise et tombe sous la séduction de l'art renaissant italien. Il fait aménager une chapelle à Augsbourg, expression d'une architecture renaissante spécifiquement allemande. En 1548, Titien s'établit dans cette ville et peint des portraits pour la bourgeoisie marchande. Avec la Réforme, un mouvement iconoclaste se répand et détruit les œuvres religieuses dans les pays germaniques.
L'Europe orientale fut sans doute moins réceptive au modèle italien. Quelques artistes italiens ont travaillé à Moscou, mais ils furent peu nombreux. Les territoires orthodoxes regardaient davantage vers Byzance que vers Rome. Ils sont de culture slave et utilisent le cyrillique. À partir de 1453, Constantinople passe dans les mains des Turcs ottomans. Dans la deuxième moitié du XVe siècle, le roi de Hongrie Mathias Corvin organise une cour brillante et une bibliothèque réputée à Buda. Vienne connaît des destructions causées par les Ottomans en 1529. Puis Ferdinand de Habsbourg (1503-1564) introduit l'art italien à sa cour du Hofburg. À Prague, Rodolphe de Habsbourg (1552-1612) s'entoure d'artistes maniéristes tels que Bartholomeus Spranger (1546–1611), Giuseppe Arcimboldo (1527–1593), Hans von Aachen (1552–1615), et Adrien de Vries (1545/46–1626).

### Pays-Bas et Scandinavie

Hans Holbein le Jeune, Portrait de Thomas More, conservé à New York, the Frick Collection.

Dans le domaine pictural, les paysages ne sont pas forcément antiques, mais reproduisent l'environnement régional : Quentin Metsys peint un décor rural nordique derrière la Vierge à l'enfant à l'agneau (1515-1524). Toujours en Europe du Nord, Pieter Brueghel l'Ancien, Pieter Aertsen et Joachim Patinier incarnent la résistance aux thèmes italiens.
Au XVe siècle, la prospérité de Bruges se manifeste dans le commerce de la laine, mais aussi dans les arts : Jan van Eyck, Hans Memling et Gérard David s'y sont installés. Les Pays-Bas bourguignons restent le principal centre de production de tapisseries en Europe.
Robert Campin et Rogier van der Weyden produisent des tableaux pour les autels des églises. Hugo van der Goes (1435/1445–1482) peint un triptyque pour le banquier florentin Tommaso Portinari. Au début du XVIe siècle, Anvers éclipse Bruges comme place financière et marchande. Quentin Metsys (1465/1466–1530), Joachim Patinier (1475/1485–1524) et Pieter Brueghel l'Ancien (1525/1530–1569) y travaillent et représentent la bourgeoisie. Le peintre Jan Gossaert visite l'Italie et diffuse sa mode dans les Pays-Bas espagnols. Jan van Scorel (1495–1562) est influencé par Raphaël et Michel-Ange. Philippe II d'Espagne achète des tableaux des maîtres flamands Rogier van der Weyden et Jérôme Bosch. Dans la deuxième moitié du XVIe siècle, Pieter Brueghel l'Ancien se spécialise dans la peinture de genre. En 1566, une vague d'iconoclasme protestant cause d'importants dommages dans la cathédrale d'Anvers.

### Angleterre
Dans les îles britanniques, la Renaissance artistique peut commencer à s'épanouir après la guerre des Deux-Roses (1485) et l'émergence de la puissance maritime anglaise. La première presse à imprimer est installée en 1476 à Westminster par William Caxton. Hans Holbein le Jeune travaille à Londres à partir de 1532. Il exécute le portrait de l'humaniste anglais Thomas More. Les marchands allemands de la ligue hanséatique puis le roi Henri VIII d'Angleterre sont ses principaux clients. Le monarque fait agrandir les palais de Whitehall et d'Hampton Court, et construire Nonsuch Palace.

### Péninsule ibérique

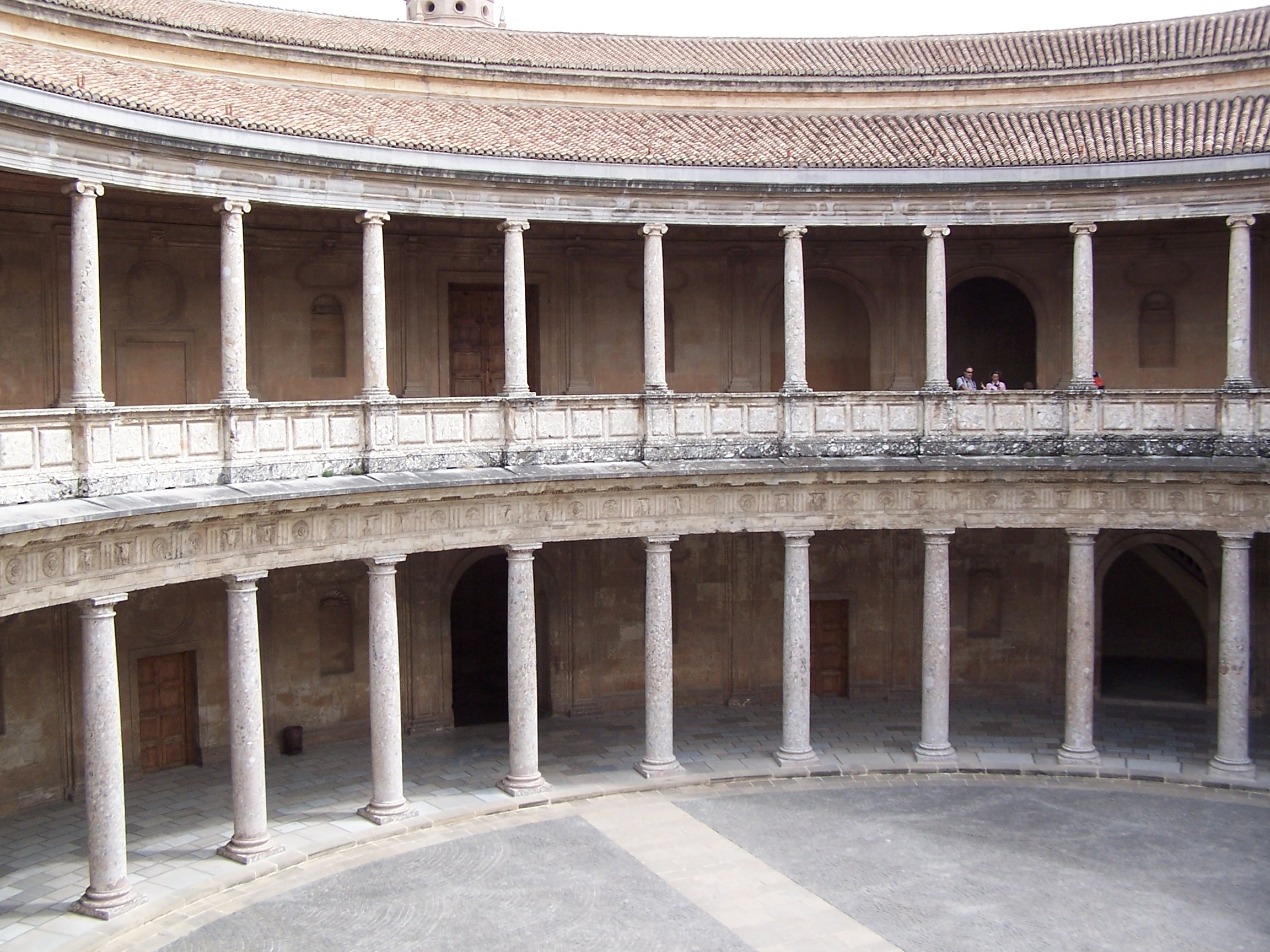
Patio du Palais de Charles Quint réalisé entre 1527 et 1537 par l'architecte Pedro Machuca, au sein de l'Alhambra de Grenade.

Dans les arts ibériques, les influences arabes sont encore visibles au début du XIVe siècle. Le royaume de Grenade reste aux mains des Nasrides jusqu'en 1492. Gil de Siloé, sans doute originaire des Pays-Bas, travaille pour le roi de Castille et respecte encore la tradition gothique. Mais son fils Diego de Siloé (deuxième moitié du XVIe siècle) s'inspire de la Renaissance italienne en adoptant la symétrie. Juan Guas (1430–1496), architecte à la cour d'Isabelle la catholique, dessine les plans du monastère de San Juan de los Reyes à Tolède. Le style plateresque, qui se caractérise par une profusion ornementale, connaît un grand succès en Espagne au XVIe siècle. Après le concile de Trente, la contre-réforme se fait sentir dans le domaine artistique (art jésuite) et littéraire (Juan de la Cruz, Thérèse d'Ávila). En 1561, Philippe II installe sa cour à Madrid et fait construire le palais de l'Escurial. Il acquiert des tableaux italiens, mais aussi flamands. Enfin, dans les années 1570, le peintre grec Le Greco s'établit à Tolède : son œuvre mélange des éléments byzantins et vénitiens. Au Portugal, le style manuélin témoigne de l'ouverture maritime du pays depuis Henri le Navigateur.

## L'architecture de la Renaissance

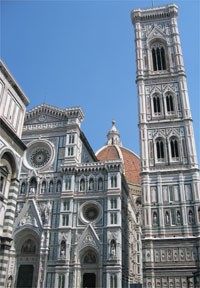
Cathédrale de Florence, une œuvre caractéristique de la Renaissance en architecture. Le dôme est également une prouesse technique.

Au XVe siècle, les traités d'architecture se multiplient grâce à l'imprimerie. Ils s'inspirent de l'ouvrage de Vitruve, De architectura. C'est dans la Florence de cette époque que se lit la rupture avec les traditions médiévales. Les principaux noms de l'architecture sont alors Leon Battista Alberti, Bramante, Filippo Brunelleschi, Léonard de Vinci et Andrea Palladio. L'architecte sort de l'anonymat (on connaît peu les noms des architectes du Moyen Âge) et bénéficie d'une promotion sociale sans précédent.

### Architecture religieuse
L'architecture gothique privilégiait la verticalité et la prouesse technique. L'architecture renaissante préfère les lignes horizontales et recherche l'harmonie des volumes. Les ordres antiques réapparaissent sur les chapiteaux des colonnes. Des éléments de décoration empruntés à l'Antiquité fleurissent sur les façades : bas-reliefs, pilastres, trophées, vases, guirlandes…
La nouveauté architecturale la plus remarquable est le plan centré à coupole, inspiré notamment du Panthéon de Rome. Les exemples sont nombreux en Italie (Saint-Pierre de Rome), moins fréquents dans le reste de l'Europe (chapelle du château d'Anet). Il faut attendre le XVIIe siècle pour voir se développer les dômes. Le plan basilical fait aussi son retour et l'importance du transept se réduit.

### Architecture civile

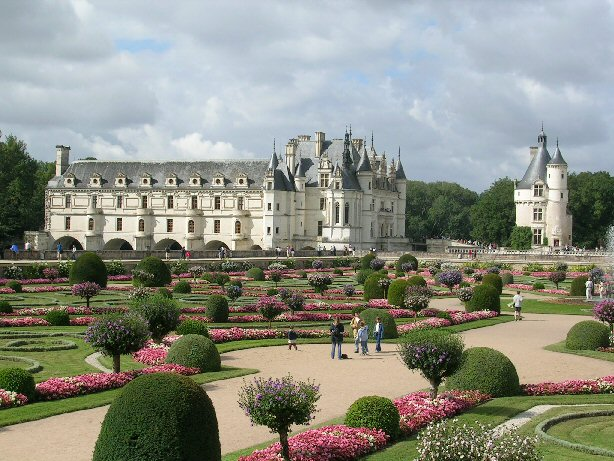
Le château de Chenonceau, dans le val de Loire, vu du jardin de Diane de Poitiers.

Les progrès de l'artillerie rendent inefficaces les défenses du château fort médiéval. François Ier fait raser le donjon du Louvre. Aussi, la résidence seigneuriale change radicalement d'aspect au cours du XVe siècle : les murs sont percés de fenêtres, le décor envahit les façades et les galeries à arcades se multiplient à Blois, Chenonceau…
La villa d'Este à Tivoli donne le goût des résidences rurales en Italie, palais de plaisance et lieu de raffinement. Des pièces aux nouvelles fonctions apparaissent, comme le cabinet, qui sert à l'étude et à l'écriture. Les bibliothèques privées s'enrichissent des livres imprimés (incunables), mais aussi d'œuvres d'art.

### Architectes de la Renaissance

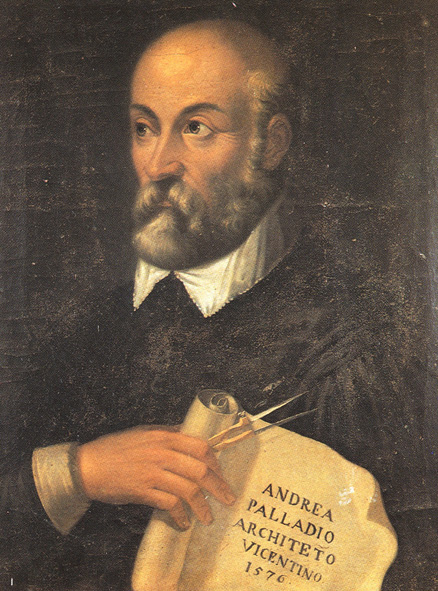
Andrea Palladio (1508-1580).

| - Le Filarète (1400-1469) - Leon Battista Alberti (1404-1472) - Galeazzo Alessi - Jean de Bautista de Tolède (1515-1567) - Bartolomeo Ammanati (1511-1592) - Filippo Brunelleschi (1377-1446) - Philibert Delorme - Bramante (1444-1514) | - Michelozzo (1396-1472) - Juan de Herrera (1530-1597) - Pierre Lescot - Michel-Ange (1475-1564) - Andrea Palladio (1508-1580) - Giulio Romano (1499-1546) - Raphael Sanzio (1483-1520) - Antonio da Sangallo le Jeune (1484-1546) | - Giuliano da Sangallo (1445-1516) - Jacopo Sansovino (1486-1570) - Santi Gucci (1530-1600) - Diego de Siloé (1495-1563) - Mimar Sinan - Andrés de Vandelvira (1509-1575) - Giorgio Vasari (1511-1574) - Léonard de Vinci (1452-1519) |

## La peinture

### Amélioration des techniques de peinture
- amélioration du vernis, notamment grâce aux recherches de Léonard de Vinci
- la peinture sur toile remplace la peinture sur bois, trop chère[réf. nécessaire]
- le tableau de chevalet

### Renouvellement des thèmes

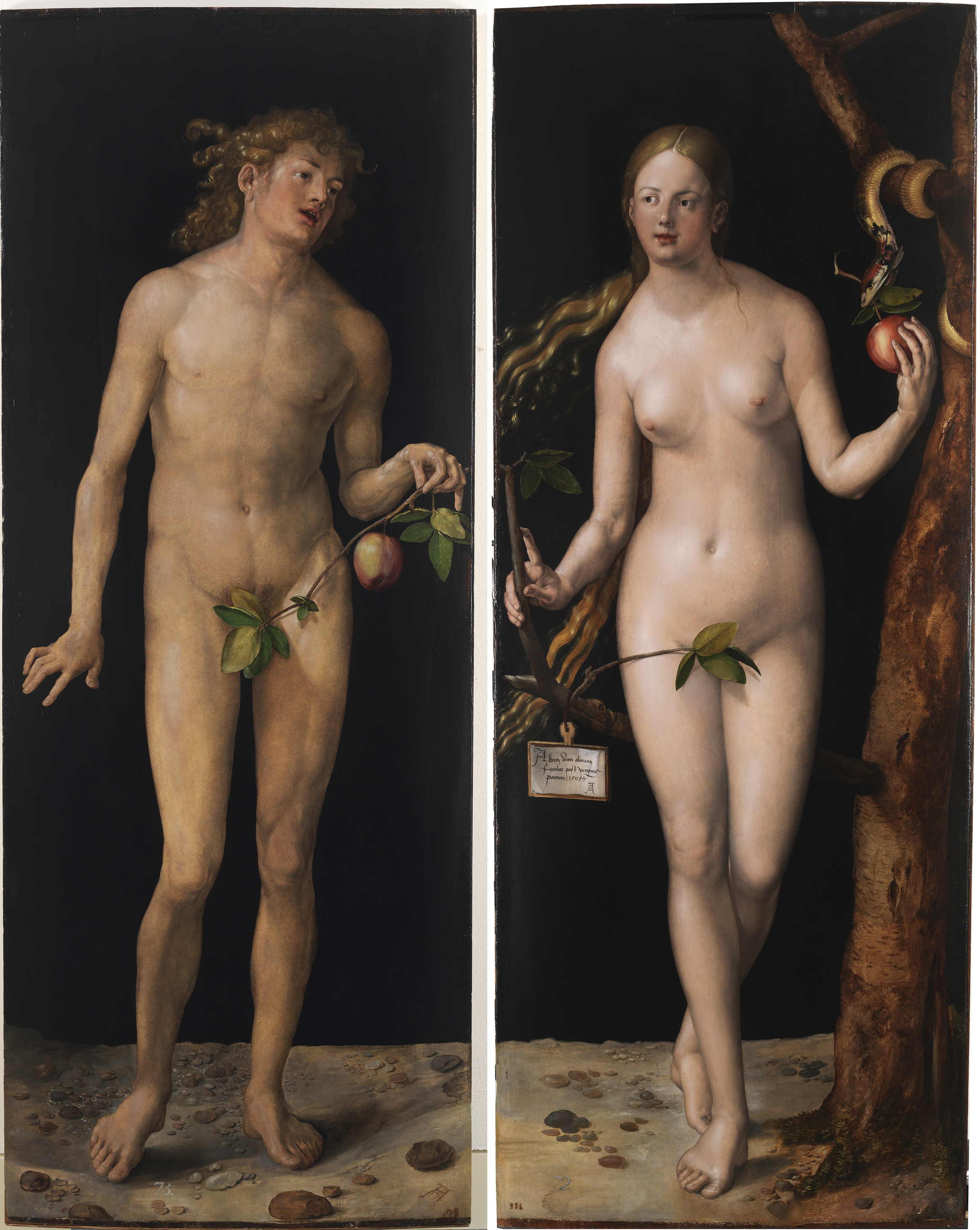
Adam et Ève, par Albrecht Dürer.

Le nu est peint pour lui-même, il devient sujet à part entière et expression esthétique. Les paysages prennent également de l'importance et sont réalisés pour leur valeur intrinsèque, surtout par les peintres des Flandres qui inaugurent une longue tradition. Au XVIe siècle, les princes commencent à se constituer de véritables collections de tableaux. Les allégories (Botticelli) et les sujets mythologiques permettent à l'iconographie profane de se développer. Le nu féminin est à la fois érotique et l'expression d'un idéal de beauté. Le portrait existait déjà au Moyen Âge, de profil ; il se diffuse dans les milieux bourgeois de la Renaissance. Le plus célèbre est la Joconde de Léonard de Vinci. Les portraits viennent agrémenter les galeries de palais et des châteaux de plaisance. Ils prennent de l'importance en taille et immortalisent les rois à cheval.
Cependant, l'art de la Renaissance continue aussi, comme au Moyen Âge, de représenter des thèmes catholiques. Jésus et sa mère, Marie, apparaissent dans les œuvres de Léonard de Vinci ou de Raphaël. Dans le domaine de la sculpture, les pietàs sont des sujets privilégiés.

### Peintres de la Renaissance

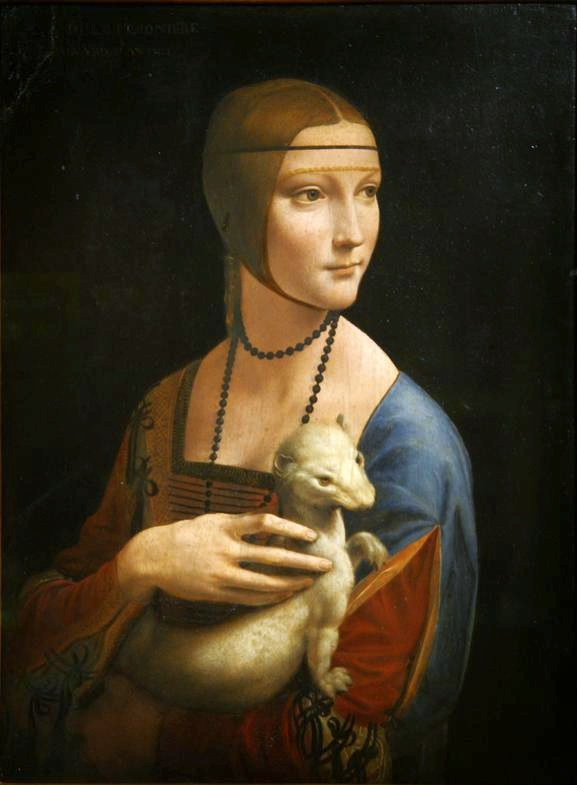
Léonard de Vinci, Dame à l'Hermine, Czartoryski Museum, Cracovie.

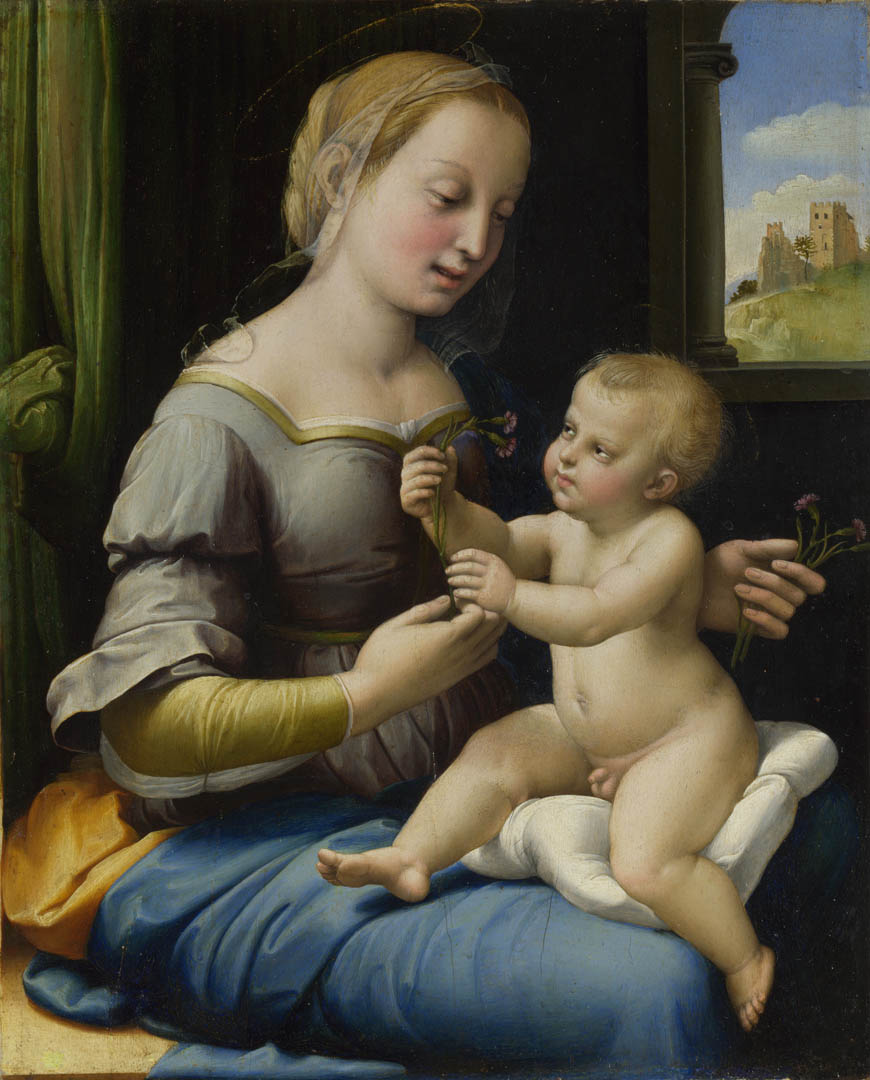
Raphaël, La Madone aux œillets
(v. 1506-1507) — National Gallery, Londres.

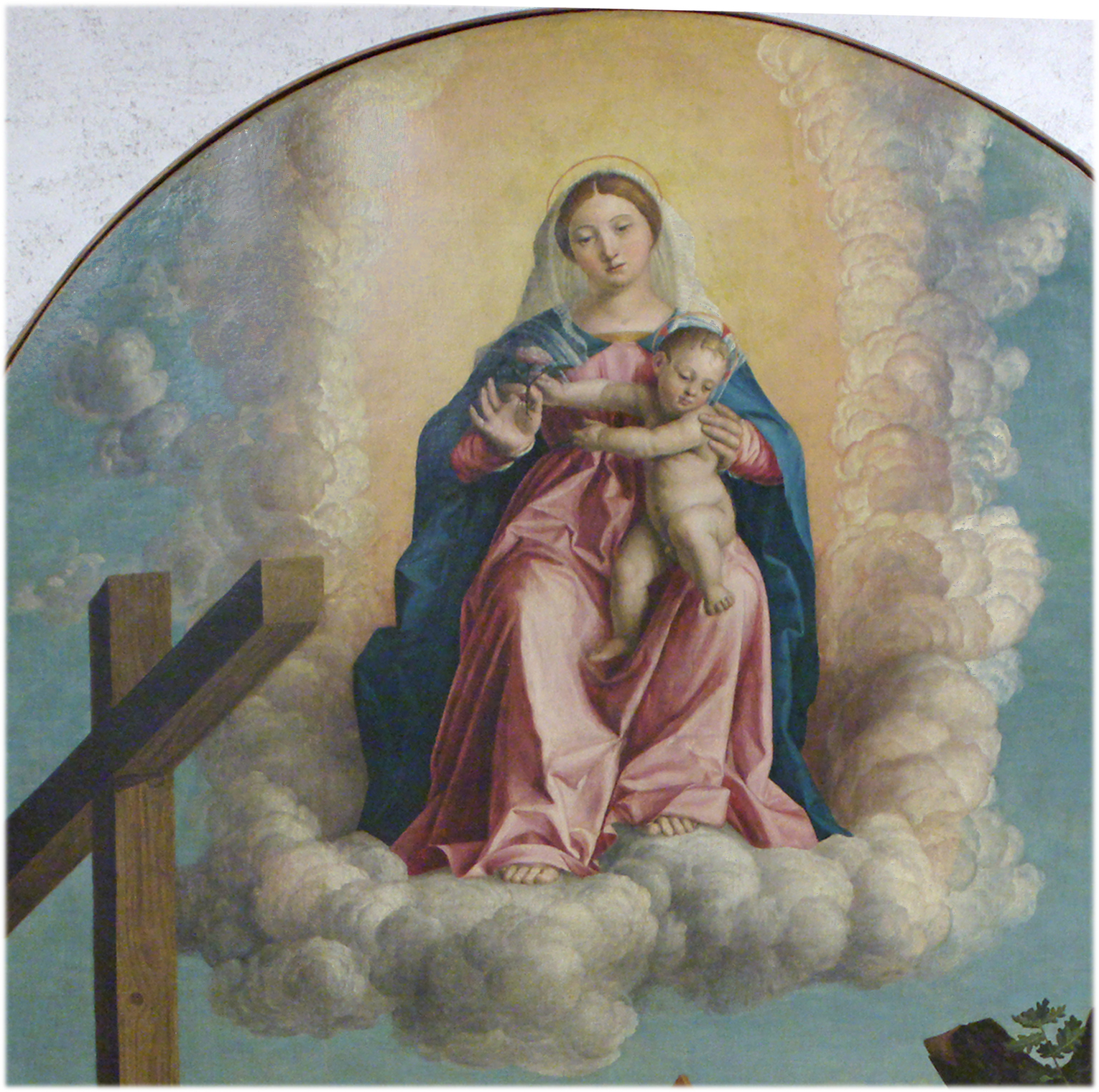
Girolamo Dai Libri, Madonna du Chêne (1533 ou après) Musée de Castelvecchio de Vérone, Italie.

Les peintres sont classés par nom de famille. 

| - Albrecht Altdorfer (1480-1538) - Christoph Amberger (1505-1562) - Ulrich Apt (1460-1522) - Amico Aspertini (1474-1552) - Hans Baldung (1484-1545) - Fra Bartolomeo (1474-1517) - Jehan Bellegambe (1470-1524) - Hieronymus Bosch (1450-1516) - Pieter Brueghel l'Ancien (1525-1569) - Jan Brueghel le Jeune (1564-1638) - Duccio di Buoninsegna (1260-1318) - Jacopo di Cione (1325-1399) - Nardo di Cione (1320-1365) - Pierodi Cosimo (1462-1521) - Lucas Cranach l'Ancien (1472-1553) - Lucas Cranach le Jeune (1515-1586) - Girolamo dai Libri (1474-1555) - Bernardo Daddi (1290-1348) - Nicolò dell'Abbate (1509-1571) - Albrecht Dürer (1471-1528) - Giotto di Bondone (1266 ou 1267 - 1337) - Matteo Giovannetti (1322-1368) - Hans Holbein l'Ancien (1465-1524) - Hans Holbein le Jeune (1497-1543) - Fra Filippo Lippi (1406-1469) - Ambrogio Lorenzetti (1285-1348) - Pietro Lorenzetti (1280-1348) - Andrea Mantegna (1431-1506) - Simone Martini (1284-1344) - Masolino da Panicale (1383-1440) - Antonello de Messine (1430-1479) - Michel-Ange (1475-1564) - Pisanello (1395-1455) - Le Primatice (1504-1570) - Raphaël (1483-1520) - Giorgio Vasari (1511-1574) - Domenico Veneziano (1401-1465) - Léonard de Vinci (1452-1519) |

Raphaël, Vierge à l'Enfant, 1504-1505, National Gallery of Art, Washington.

Célèbres artistes de la Renaissance italienne :
- Melozzo da Forlì, qui fut l'un des plus célèbres maîtres de la perspective. 1438-1494
- Michel-Ange, de nom d'origine Michelangelo di Lodovico Buonarroti Simoni. 1475-1564
- Donatello, de nom d'origine Donato di Niccolò di Betto Bardi. 1386-1466
- Piero della Francesca. 1420-1492
- Raphaël, de nom d'origine Raffaello Sanzio. 1483-1520
- Benvenuto Cellini 1500-1571
- Pierino da Vinci, neveu de Léonard de Vinci
- Fra Angelico

Propagation géographique par pays :
- Adrien de Vries
- Jean Goujon

Pour plus d'artistes voir la catégorie : Peintre de la Renaissance

## Annexes

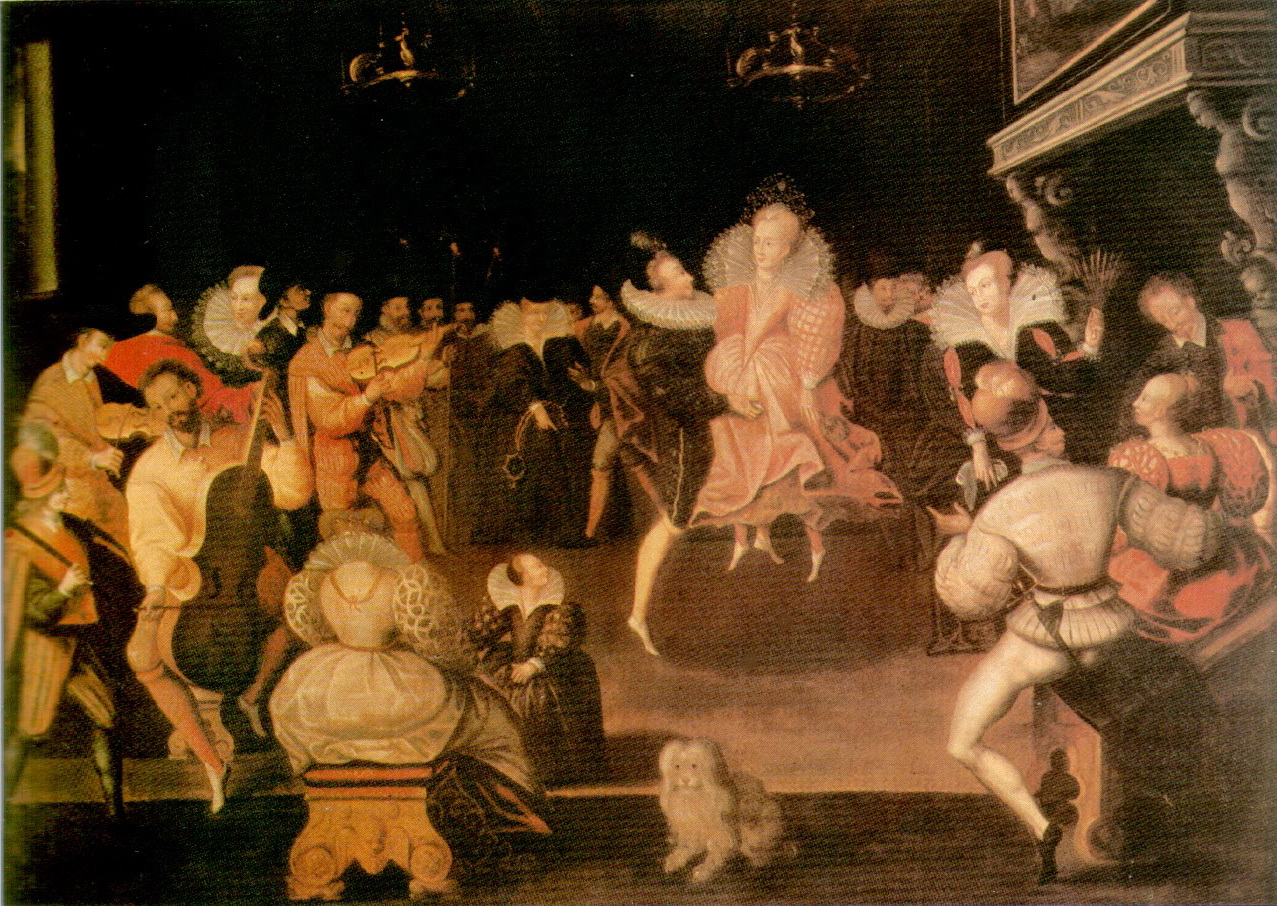
Danse de la Renaissance: la volte, peinture française située à Penhurst Place, Kent — associée à tort à l'ère élizabethaine.

## La sculpture

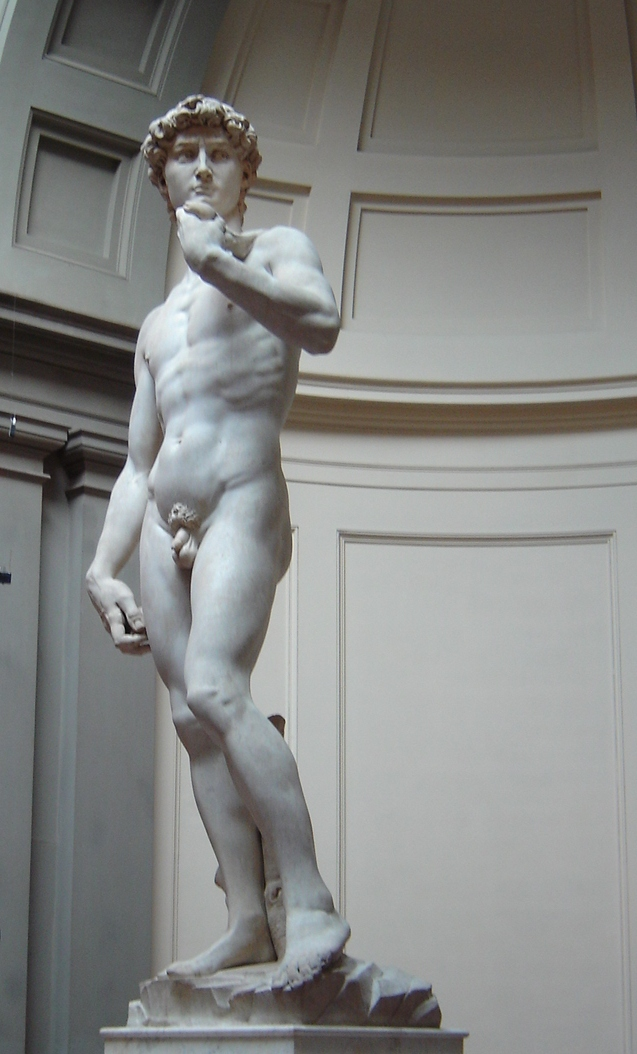
David de Michel-Ange.

Au Moyen Âge, la sculpture est limitée aux thèmes religieux (statues de Jésus, de Marie, des saints) ou en tout cas cantonnée aux édifices religieux (statues-colonnes des églises, sculptures sur les chapiteaux, gisants, tympans…). À la fin de la période (XIVe – XVe siècle) se dessine un renouvellement des sujets et une certaine laïcisation de la statuaire.
Avec la Renaissance, la sculpture s'affranchit des niches des églises et cherche à atteindre le réalisme. Les bas-reliefs adoptent les thèmes de la mythologie gréco-romaine. La statue en ronde-bosse prend les proportions humaines et les dépassent parfois même en taille, avec le célèbre David de Michel-Ange. Les artistes cherchent à imiter les modèles antiques, notamment dans la représentation du mouvement, jusqu'au maniérisme. On pare les Grands d'uniformes romains ou on les représente à cheval (statues équestres). Les œuvres en bronze, considéré comme le matériau noble par excellence, connaissent une certaine renaissance. La statue se suffit à elle-même, elle ne sert plus seulement de décor. Elle agrémente jardins et places publiques. Les bas-reliefs du français Jean Goujon s'inspirent de l'art hellénistique. Les fontaines urbaines font l'objet d'un décor sculpté (fontaine des Innocents à Paris, fontaine de Neptune à Rome). Les tombeaux des rois prend la forme d'un temple antique, avec ses colonnes et ses chapiteaux corinthiens.
Les deux bas-reliefs de bronze réalisés pour le concours de 1401 de la porte nord du baptistère de Florence, le Sacrifice d'Isaac (it) de Lorenzo Ghiberti et celui (it) de Filippo Brunelleschi, sont considérés, selon l'historiographie de l'art, comme l'acte fondateur de la Renaissance artistique.
Au XVIe siècle, le nu masculin n'est plus tabou et on ne cherche plus à cacher le sexe comme au Moyen Âge (représentations d'Adam).
Principaux sculpteurs de la Renaissance :
- Lorenzo Ghiberti (1380-1455)
- Michelangelo Buonarroti, dit Michel-Ange
- Luca della Robbia (1400-1482)
- Donatello (1386-1466)
- Benvenuto Cellini
- Jean Goujon
- Germain Pilon
- Pierino da Vinci, neveu de Léonard de Vinci
- Adrien de Vries